# 高村正大
高村 正大（こうむら まさひろ、1970年（昭和45年）11月14日 - ）は、日本の政治家。自由民主党所属の衆議院議員（3期）、法務副大臣。
外務大臣政務官、財務大臣政務官を歴任した。

## 来歴

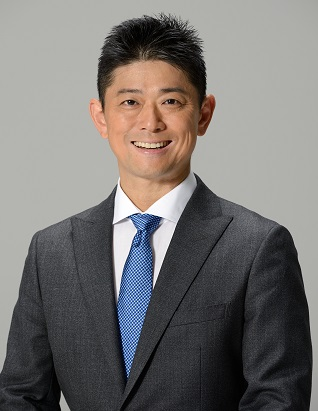
財務大臣政務官の就任に際して公表された肖像写真

山口県光市出身（現住所は周南市三番町）。慶應義塾高等学校卒業。1994年3月、慶應義塾大学商学部卒業。同年4月、慶應義塾大学法学部政治学科に学士入学。並行して同年6月、父の高村正彦経済企画庁長官秘書官。1996年3月、慶應義塾大学法学部卒業。同年4月、電通入社。
2008年5月、高村正彦外務大臣秘書官。
2017年10月、正彦の引退に伴い、第48回衆議院議員総選挙に山口1区から立候補。希望の党公認の元鎌ヶ谷市議の大内一也ら3候補を破り、初当選した。
2021年4月25日、発熱があり、検査の結果、新型コロナウイルス感染が確認された。同年10月6日、第1次岸田内閣で財務大臣政務官（分担は衆議院）に就任。
同年10月31日、第49回衆議院議員総選挙で再選。
2023年9月、第2次岸田第2次改造内閣にて外務大臣政務官に就任。
2024年9月12日、自民党総裁選挙が告示され、高村が所属する麻生派からは河野太郎が立候補した。投票日前日の9月26日夜、麻生派幹部6人は都内のホテルに集まり、決選投票に高市早苗が残った場合は高市を支持する方針を決定した。会長の麻生太郎はさらに踏み込み、河野などの陣営に入っていた派閥メンバーに対し、側近議員を通じて「1回目の投票から高市に入れろ」と指示を飛ばした。同日22時半頃、産経新聞は、麻生が1回目の投票から高市を支援するよう自派閥の議員に指示を出したことをスクープした。9月27日総裁選執行。高市は1回目の議員投票で、報道各社の事前調査での30～40票を大きく上回る72票を獲得した。党員数と合わせた得票数は1位だったが、決選投票で石破茂に敗れた。高村は朝日新聞の取材に対し、1回目の投票、決選投票のどちらについても、投票先を公表しなかった。
同年10月27日、第50回衆議院議員総選挙で3選。
同年11月13日、第2次石破内閣にて法務副大臣に就任。

## 人物
祖父は特高警察課長や衆議院議員を歴任した高村坂彦、父は外務大臣、自由民主党副総裁などを歴任した高村正彦。

## 政策
- アベノミクスを評価する[17]。
- 消費増税の先送りを評価する[17]。
- 安全保障関連法の成立を評価する[17]。
- 安倍内閣による北朝鮮問題への取り組みを評価する[17]。
- 共謀罪法を評価する[17]。
- 安倍内閣による森友学園問題・加計学園問題への対応を評価する[17]。
- 男性同士、女性同士の結婚を法律で認めるべきでない[17]。
- 将来も原子力発電は電力源のひとつとして保つべきだ[17]。
- 夫婦と複数の子どもが揃っているのが家族の基本形だ[17]。
- 日本の防衛力はもっと強化すべきだ[17]。
- 消費税増収分は幼児教育の無償化や高等教育の負担軽減に使うべきだ[17]。
- 憲法改正に賛成。改正すべき項目として、戦争放棄と自衛隊、緊急事態条項を挙げる[17]。

## 所属団体・議員連盟
- 神道政治連盟国会議員懇談会[18]
- 日本の尊厳と国益を護る会
- 日中友好議員連盟（幹事）[19]
- WFP （国連世界食糧計画)議員連盟(会長)
- 自衛官支援議員連盟(事務局長)
- 世界銀行議員連盟(事務局長

## 家族・親族

### 高村家
（山口県熊毛郡三井村（現光市三井）、周南市、東京都）
- 曾祖父・宇佐吉（農業、大工の棟梁、政治家・元村会議員[20]）
- 曾祖母・キチ[20]
- 祖父・坂彦（内務官僚、政治家）

1902年（明治35年）12月生 - 1989年（平成元年）10月没
- 祖母・すず[21]（北海道出身[21]、旧姓中山[21]）
- 父・正彦 （元衆議院議員、政治家）

1942年（昭和17年）生 -
- 母・治子（旧姓東野）

## 選挙
| 当落 | 選挙                   | 執行日         | 選挙区      | 政党       | 得票数     | 得票率 | 定数 | 得票順位 /候補者数 | 政党内比例順位 /政党当選者数 |
| ---- | ---------------------- | -------------- | ----------- | ---------- | ---------- | ------ | ---- | ------------------ | ---------------------------- |
| 当   | 第48回衆議院議員総選挙 | 2017年10月22日 | 山口県第1区 | 自由民主党 | 13万3221票 | 69.10% | 1    | 1/4                | /                            |
| 当   | 第49回衆議院議員総選挙 | 2021年10月31日 | 山口県第1区 | 自由民主党 | 11万8882票 | 70.11% | 1    | 1/2                | /                            |
| 当   | 第50回衆議院議員総選挙 | 2024年10月27日 | 山口県第1区 | 自由民主党 | 9万9644票  | 54.33% | 1    | 1/4                | /                            |